# Motor Town: Soul of the Machine
Motor Town: Soul of the Machine es un videojuego de objetos ocultos desarrollado por Wellore y publicado por Alawar Entertainment para Windows, Mac, iOS y Android.

## Sinopsis
Ha pasado bastante tiempo desde que el mundo escuchó por última vez sobre Paul Camping, un famoso inventor conocido principalmente por sus innovadores inventos en la industria automotriz. El jugador asume el papel de Rachel, una joven periodista, enviada por su jefe para buscar a Camping y entrevistarlo. Se cree que el inventor está en su mansión, y parece que no la ha dejado en años.

## Jugabilidad
Motor Town: Soul of the Machine es un juego de aventura con influencia del subgénero de objetos ocultos. La mayoría de los rompecabezas se basan en el inventario. Además, el jugador puede usar algunas pistas para progresar en el juego, según la dificultad seleccionada.